# Solenostemma
Solenostemma es un género monotípico de plantas fanerógamas de la familia Apocynaceae. Su única especie es Solenostemma argel, llamada argel de Egipto o sen de palta.

## Distribución y hábitat
Solenostemma argel es nativa del norte de África y la península arábiga. En África se la encuentra en Argelia, Egipto y Sudán en ecosistemas de desierto.

## Taxonomía
Solenostemma argel fue descrita bajo ese nombre por botánico alemán Friedrich Gottlob Hayne y publicada en Getreue Darstellung und Beschreibung der in der Arzneykunde Gebräuchlichen Gewächse 9, t. 38 en 1825.

## Importancia económica y cultural
Se utiliza en la medicina tradicional del noreste de África y la península arábiga como antiespasmódico, antipirético y purgante, y para el tratamiento de la bronquitis, las neuralgias y la ciática, entre otras afecciones.